# Gobierno de Pedro Castillo
El Gobierno de Pedro Castillo en el Perú inició el 28 de julio de 2021 —tras su juramentación como jefe de Estado tras ganar las elecciones generales de ese mismo año— y finalizó el 7 de diciembre de 2022 luego de un intento de autogolpe de estado y posterior vacancia presidencial declarada por el Congreso de la República del Perú. Duró un año y 130 días.
A partir de diciembre de 2021 hasta su vacancia, el eslogan del gobierno fue «Siempre con el pueblo». No obstante, el gobierno mantuvo un conflicto político con el ala derecha del congreso (recibiendo apoyo del ala izquierda y de los denominados «Los Niños»), que se agravó con las investigaciones iniciadas por el Ministerio Público, bajo el mando de Zoraida Ávalos, por presuntos actos de corrupción cometidos por el presidente y su entorno.

## Elección
Tras su convocatoria por el presidente Martín Vizcarra, el 11 de abril de 2021 se desarrolló la primera vuelta de las elecciones presidenciales de Perú, en la cual los candidatos presidenciales Pedro Castillo (de Perú Libre) y Keiko Fujimori (de Fuerza Popular) pasaron a la segunda vuelta, que se celebró el 6 de junio. Las primeras proyecciones auguraban un resultado cerrado entre ambos candidatos. El 15 de junio, poco más de una semana después del balotaje, la Oficina Nacional de Procesos Electorales publicó el conteo completo de la votación, donde Pedro Castillo superó a Keiko Fujimori por poco más de 44 mil votos, convirtiéndose en presidente electo del Perú.
No obstante, desde el día siguiente de los comicios, la campaña de Fujimori emitió acusaciones de fraude electoral e inició varias demandas con el fin de anular los resultados en múltiples mesas de sufragio localizadas en las áreas donde Castillo había triunfado; sin embargo, estas fueron desestimadas por la justicia electoral peruana. Finalmente, el 19 de julio, el Jurado Nacional de Elecciones proclamó la elección de Pedro Castillo como Presidente Constitucional de la República y Dina Boluarte como Vicepresidenta Constitucional de la República para el periodo 2021–2026.

## Transición y toma de mando
El 21 de julio de 2021, dos días después de ser proclamado presidente electo por el Jurado Nacional de Elecciones, Castillo y la vicepresidenta electa Dina Boluarte se reunieron con el presidente peruano saliente Francisco Sagasti en Palacio de Gobierno. Tras su reunión, participó junto con Alejandro Neyra, ministro de Cultura saliente, en el evento de presentación de la «Marca Cajamarca», su primera actividad oficial como presidente electo. El 23 de julio, en una ceremonia presencial realizada en la sede del Ministerio de Cultura ubicada en el distrito de San Borja (Lima), Castillo y Boluarte recibieron sus credenciales de presidente y vicepresidenta.
La familia de Castillo viajó desde Cajamarca a Lima para presenciar la toma de mando. Castillo sostuvo reuniones con Guillermo Lasso, presidente del Ecuador; Felipe VI, rey de España; Evo Morales, expresidente de Bolivia, y con Sebastián Piñera, Presidente de Chile. Ellos, junto a otras figuras políticas nacionales e internacionales, fueron invitados a la toma de posesión.
La investidura presidencial se realizó el miércoles 28 de julio de 2021, fecha en que se celebra anualmente Fiestas Patrias, en el Palacio Legislativo. La presidenta del Congreso, María del Carmen Alva, fue la encargada de tomarle juramento al presidente Castillo y la vicepresidenta Boluarte. Pedro Castillo asumió el mando con las siguientes palabras:
Yo, José Pedro Castillo Terrones, juro por Dios, por mi familia, por mis hermanas y hermanos peruanos, campesinos, pueblos originarios, ronderos, pescadores, docentes, profesionales, niños, jóvenes y mujeres que ejerceré el cargo de presidente de la República en el periodo constitucional 2021-2026. Juro por los pueblos del Perú, por un país sin corrupción y por una nueva Constitución.
En su Mensaje a la nación ante el Congreso de la República, Castillo abarcó temas importantes y coyunturales como el proceso de vacunación contra la COVID-19, la lucha contra la corrupción y temas domésticos como la economía, educación y seguridad. Castillo ratificó su proposición convocar una Asamblea constituyente que redacte una nueva Constitución, una de sus principales propuestas durante su campaña.

## Administración

### Gabinete Bellido

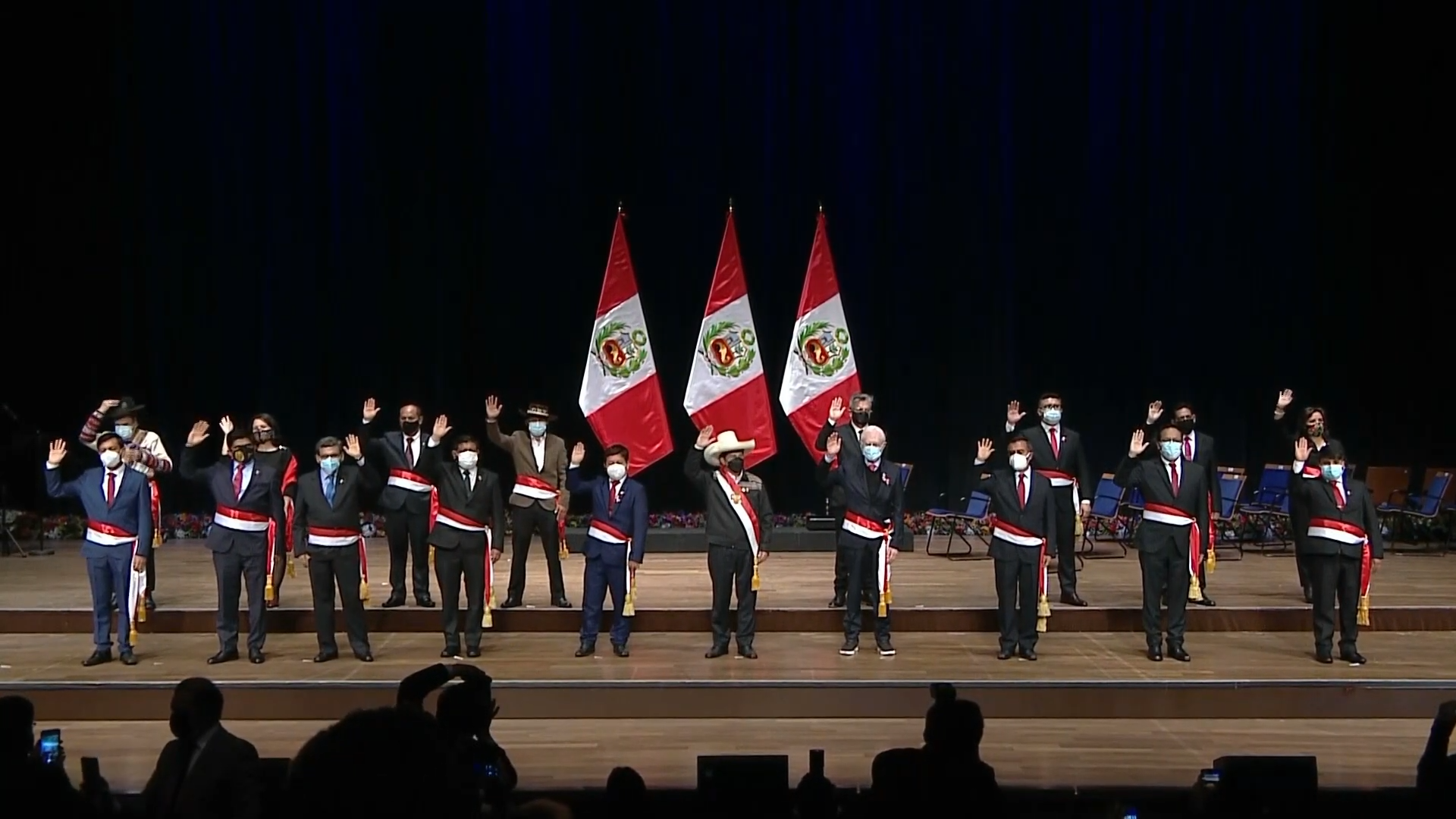
Ceremonia de juramentación del Gabinete Ministerial

El 29 de julio de 2021, en la Pampa de la Quinua (Ayacucho), el presidente Castillo tomó juramento a Guido Bellido Ugarte como presidente del Consejo de Ministros. Esa misma noche, en el Gran Teatro Nacional, juramentaron la mayoría de ministros a excepción de los del Ministerio de Economía y Finanzas y Justicia y Derechos Humanos que juramentaron al día siguiente. La designación de Bellido causó controversia debido a que es investigado por la Fiscalía por el presunto delito de apología al terrorismo. Así mismo, la minoritaria participación de solo dos mujeres en el gabinete, algo que no ocurría desde el año 2006, «es una muestra del conservadurismo de Perú Libre» según la politóloga peruana Paula Távara.
El presidente Pedro Castillo nombró al nuevo jefe del Comando Conjunto de las Fuerzas Armadas (CC. FF. AA.). El 3 de agosto, en una edición extraordinaria de El Peruano, oficializaron la designación en el cargo de comandante general del Ejército a Manuel Gómez de la Torre, quien reemplazó al general César Astudillo. También se oficializaron los cambios de los demás comandantes generales: de la Marina de Guerra, Fuerza Aérea y del Ejército, que debían permanecer en sus puestos hasta fin de año.
Castillo fue reconocido como jefe supremo de las Fuerzas Armadas y de la Policía Nacional del Perú el 5 de agosto de 2021 en el Patio de Honor de Palacio de Gobierno. Dio un discurso invocando a la unidad del país y reconoció la labor de las Fuerzas Armadas, donde homenajeó al personal fallecido por la pandemia de COVID-19.

#### Renuncia del Ministro de Relaciones Exteriores
En agosto de 2021, se difundieron unas polémicas declaraciones realizadas en noviembre de 2020 donde Héctor Béjar acusaba a la Marina de Guerra y a la Agencia Central de Inteligencia de Estados Unidos (CIA) de haber generado lo que se conoce como época del terrorismo en Perú.
Tras un comunicado por parte de la Marina de Guerra donde rechazaban tajantemente las declaraciones de Béjar, el ministro presentó su renuncia irrevocable del cargo el 17 de agosto de 2021, tras solo 19 días en el cargo. El presidente Pedro Castillo nombró al embajador Óscar Maúrtua en reemplazo de Béjar.
| Voto de confianza del Congreso de la República                                          | Voto de confianza del Congreso de la República      | Voto de confianza del Congreso de la República | Voto de confianza del Congreso de la República | Voto de confianza del Congreso de la República | Voto de confianza del Congreso de la República | Voto de confianza del Congreso de la República | Voto de confianza del Congreso de la República | Voto de confianza del Congreso de la República | Voto de confianza del Congreso de la República | Voto de confianza del Congreso de la República | Voto de confianza del Congreso de la República | Voto de confianza del Congreso de la República | Voto de confianza del Congreso de la República |
| Presidente del Consejo de Ministros                                                     | Fecha de exposición                                 | Votos                                          |                                                |                                                |                                                |                                                |                                                |                                                |                                                |                                                |                                                | Total                                          |                                                |
| --------------------------------------------------------------------------------------- | --------------------------------------------------- | ---------------------------------------------- | ---------------------------------------------- | ---------------------------------------------- | ---------------------------------------------- | ---------------------------------------------- | ---------------------------------------------- | ---------------------------------------------- | ---------------------------------------------- | ---------------------------------------------- | ---------------------------------------------- | ---------------------------------------------- | ---------------------------------------------- |
| Guido Bellido Ugarte ( Perú Libre)                                                      | 26 y 27 de agosto de 2021 Mayoría requerida: Simple | Sí                                             | 36                                             |                                                | 12                                             | 13                                             |                                                | 5                                              |                                                | 5                                              | 2                                              | 73/130                                         |                                                |
| Guido Bellido Ugarte ( Perú Libre)                                                      | 26 y 27 de agosto de 2021 Mayoría requerida: Simple | No                                             |                                                | 24                                             |                                                | 2                                              | 10                                             | 4                                              | 9                                              |                                                | 1                                              | 50/130                                         |                                                |
| Guido Bellido Ugarte ( Perú Libre)                                                      | 26 y 27 de agosto de 2021 Mayoría requerida: Simple | Abs.                                           |                                                |                                                |                                                |                                                |                                                |                                                |                                                |                                                |                                                | 0/130                                          |                                                |
| Guido Bellido Ugarte ( Perú Libre)                                                      | 26 y 27 de agosto de 2021 Mayoría requerida: Simple | Bla.                                           |                                                |                                                | 1                                              |                                                |                                                |                                                |                                                |                                                |                                                | 1/130                                          |                                                |
| Guido Bellido Ugarte ( Perú Libre)                                                      | 26 y 27 de agosto de 2021 Mayoría requerida: Simple | Aus.                                           | 1                                              |                                                | 3                                              |                                                |                                                |                                                |                                                |                                                | 2                                              | 6/130                                          |                                                |
|                                                                                         |                                                     |                                                |                                                |                                                |                                                |                                                |                                                |                                                |                                                |                                                |                                                |                                                |                                                |
| Fuente:                                                                                 |                                                     |                                                |                                                |                                                |                                                |                                                |                                                |                                                |                                                |                                                |                                                |                                                |                                                |
| Notas: - La presidenta del Congreso, María del Carmen Alva ( Acción Popular ), no votó. |                                                     |                                                |                                                |                                                |                                                |                                                |                                                |                                                |                                                |                                                |                                                |                                                |                                                |
| Notas:                                                                                  |                                                     |                                                |                                                |                                                |                                                |                                                |                                                |                                                |                                                |                                                |                                                |                                                |                                                |
| - La presidenta del Congreso, María del Carmen Alva (Acción Popular), no votó.          |                                                     |                                                |                                                |                                                |                                                |                                                |                                                |                                                |                                                |                                                |                                                |                                                |                                                |

### Gabinete Vásquez

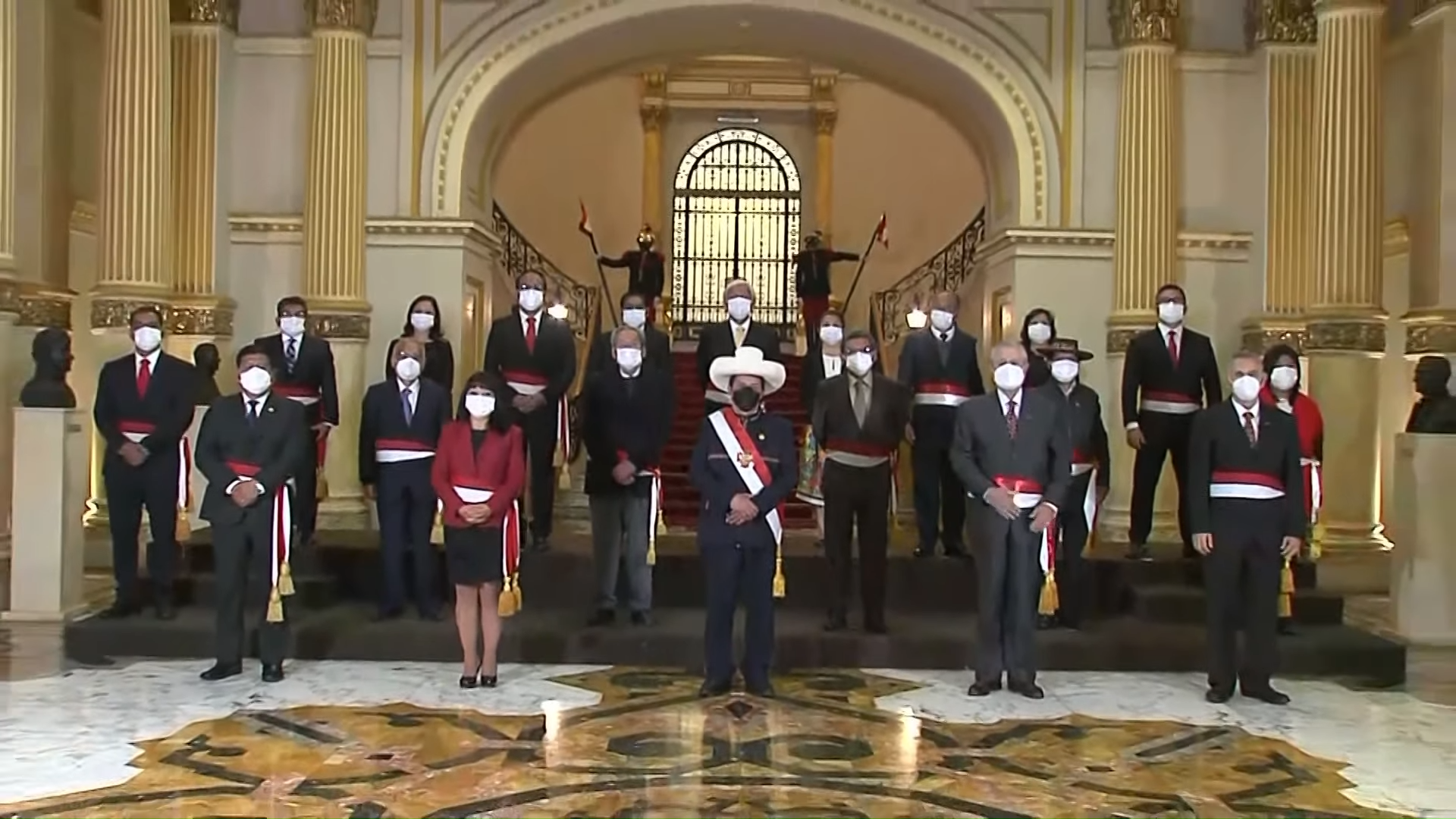
Gabinete Vásquez

El 6 de octubre, tras la renuncia, a petición del presidente peruano, de Guido Bellido a la presidencia del Consejo de Ministros, Pedro Castillo nombró en el cargo a la abogada Mirtha Vásquez.
El 25 de octubre el gabinete fue sometido al voto de confianza por parte del Congreso peruano. El debate parlamentario tuvo que ser suspendido debido al fallecimiento repentino del congresista Fernando Herrera Mamani, y convocado para el 4 de noviembre. El 28 de octubre el Gobierno solicita facultades legislativas por 120 días para dar medidas en materia tributaria, fiscal y financiera así como  para modificar las normas del impuesto a la renta y simplificar las obligaciones de los contribuyentes.

#### Renuncia del Ministro del Interior
Pese a las prohibiciones impuestas por el ministerio que preside, el ministro del Interior, Luis Barranzuela, realizó una fiesta por el Día de la Canción Criolla el 31 de octubre de 2021 en su domicilio ubicado en el distrito de Surco, en Lima. A la fiesta asistió el congresista Guillermo Bermejo, quien al ser sorprendido por las cámaras de Latina Televisión huyó del lugar en la camioneta de su abogado Ronald Atencio, quien habría sido otro de los invitados. Barrenzuela negó haber realizado una fiesta y afirmó que solo se trató de una reunión de trabajo alegando que "el Perú no puede parar". Por su parte, Bermejo aseguró que "la música a todo volumen era de una vivienda colindante". Sin embargo, vecinos de Barranzuela declararon a la prensa local que sí se llevó a cabo una fiesta, que esta habría empezado en horas de la tarde y que debido a la incomodidad de la música que sonaba a todo volumen decidieron llamar a la policía. En declaraciones a Perú21, un vecino contó que días atrás se dispuso el retiro de autos que se encontraban en las calles aledañas a la casa del ministro (algo inusual), lo que haría suponer que la fiesta habría sido planeada. Otra vecina, de nombre Sofía de la Cruz, se culpó y afirmó que la fiesta se llevó a cabo en su casa y que la bulla de la música provenía de su residencia ya que se encontraba festejando con su cónyuge. Latina Televisión desmintió esa versión y mostró imágenes dónde se puede apreciar a Sofía de la Cruz en el balcón de su casa en el momento de la intervención a la vivienda del ministro Barranzuela.
Tras esto, congresistas de diferentes bancadas exigieron la renuncia de Barranzuela y amenazaron con no dar el voto de confianza al gabinete de Mirtha Vázquez si permanecía en el cargo. La Defensoría del Pueblo emitió un pronunciamiento en sus redes sociales recordando a la ciudadanía, y en especial a los que ocupan altos cargos, que deben cumplir con las medidas sanitarias para contrarrestar los contagios por COVID-19. El presidente de la Comisión de Defensa del Congreso, José Williams, informó que se había citado a Barranzuela para el miércoles 3 de noviembre a fin de que responda por la fiesta en su vivienda. La presidenta del Poder Judicial, Elvia Barrios, dijo que "se tiene que aplicar la ley por igual a todos, si es que amerita una sanción tiene que haber una sanción, la ley es igual para todos y todas".
Barranzuela se reunió con el presidente Castillo la tarde del 2 de noviembre de 2021 en Palacio de Gobierno. Se retiró momentos después de que llegara la premier Mirtha Vásquez, quien un día atrás calificó de "inaceptable" su reunión. Por la noche, Barranzuela oficializó su renuncia, pero rechazando las acusaciones en su contra.
El 4 de noviembre el gabinete consiguió la aprobación por parte del Congreso, con 68 apoyos, 56 negativas y una abstención.
| Voto de confianza del Congreso de la República | Voto de confianza del Congreso de la República                   | Voto de confianza del Congreso de la República | Voto de confianza del Congreso de la República | Voto de confianza del Congreso de la República | Voto de confianza del Congreso de la República | Voto de confianza del Congreso de la República | Voto de confianza del Congreso de la República | Voto de confianza del Congreso de la República | Voto de confianza del Congreso de la República | Voto de confianza del Congreso de la República | Voto de confianza del Congreso de la República | Voto de confianza del Congreso de la República | Voto de confianza del Congreso de la República | Voto de confianza del Congreso de la República | Voto de confianza del Congreso de la República |
| Presidenta del Consejo de Ministros | Fecha de exposición                                              | Votos                                          |                                                |                                                |                                                |                                                |                                                |                                                |                                                |                                                |                                                | N. A.                                          | Total                                          |                                                |                                                |
| --- | ---------------------------------------------------------------- | ---------------------------------------------- | ---------------------------------------------- | ---------------------------------------------- | ---------------------------------------------- | ---------------------------------------------- | ---------------------------------------------- | ---------------------------------------------- | ---------------------------------------------- | ---------------------------------------------- | ---------------------------------------------- | ---------------------------------------------- | ---------------------------------------------- | ---------------------------------------------- | ---------------------------------------------- |
| Mirtha Vásquez (Independiente) | 25 de octubre y 4 de noviembre de 2021 Mayoría requerida: Simple | Sí                                             | 19                                             |                                                | 14                                             | 13                                             | 3                                              | 8                                              | 2                                              | 4                                              | 4                                              | 1                                              | 68/130                                         |                                                |                                                |
| Mirtha Vásquez (Independiente) | 25 de octubre y 4 de noviembre de 2021 Mayoría requerida: Simple | No                                             | 16                                             | 24                                             |                                                | 2                                              | 6                                              | 1                                              | 6                                              |                                                | 1                                              |                                                | 56/130                                         |                                                |                                                |
| Mirtha Vásquez (Independiente) | 25 de octubre y 4 de noviembre de 2021 Mayoría requerida: Simple | Abs.                                           |                                                |                                                |                                                |                                                |                                                |                                                | 1                                              |                                                |                                                |                                                | 1/130                                          |                                                |                                                |
| Mirtha Vásquez (Independiente) | 25 de octubre y 4 de noviembre de 2021 Mayoría requerida: Simple | Bla.                                           |                                                |                                                | 1                                              |                                                |                                                |                                                |                                                | 1                                              |                                                |                                                | 2/130                                          |                                                |                                                |
| Mirtha Vásquez (Independiente) | 25 de octubre y 4 de noviembre de 2021 Mayoría requerida: Simple | Aus.                                           | 2                                              |                                                |                                                |                                                | 1                                              |                                                |                                                |                                                |                                                |                                                | 3/130                                          |                                                |                                                |
| |                                                                  |                                                |                                                |                                                |                                                |                                                |                                                |                                                |                                                |                                                |                                                |                                                |                                                |                                                |                                                |
| Fuente: |                                                                  |                                                |                                                |                                                |                                                |                                                |                                                |                                                |                                                |                                                |                                                |                                                |                                                |                                                |                                                |
| Notas: - El debate por el voto de confianza se suspendió el día 25 de octubre debido al fallecimiento del congresista Fernando Herrera , programándose su reanudación el día 4 de noviembre. Su escaño se encuentra vacante, por lo que está considerado como ausente. - La presidenta del Congreso, María del Carmen Alva ( Acción Popular ), no votó. |                                                                  |                                                |                                                |                                                |                                                |                                                |                                                |                                                |                                                |                                                |                                                |                                                |                                                |                                                |                                                |
| Notas: |                                                                  |                                                |                                                |                                                |                                                |                                                |                                                |                                                |                                                |                                                |                                                |                                                |                                                |                                                |                                                |
| - El debate por el voto de confianza se suspendió el día 25 de octubre debido al fallecimiento del congresista Fernando Herrera, programándose su reanudación el día 4 de noviembre. Su escaño se encuentra vacante, por lo que está considerado como ausente. - La presidenta del Congreso, María del Carmen Alva (Acción Popular), no votó.           |                                                                  |                                                |                                                |                                                |                                                |                                                |                                                |                                                |                                                |                                                |                                                |                                                |                                                |                                                |                                                |

#### Cambios en las Fuerzas Armadas
El 4 de noviembre de 2021, se dieron por concluidas las designaciones del comandante general del Ejército del Perú, Jorge Vizcarra Álvarez y del comandante general de la Fuerza Aérea del Perú, Jorge Luis Chaparro Pinto. El general Vizcarra denunció públicamente que el presidente de la República, Pedro Castillo; el ministro de Defensa, Walter Ayala y el secretario General de la Presidencia solicitaron el ascenso irregular de dos oficiales vinculados al Presidente Castillo. Del mismo modo, el Teniente General Jorge Luis Chaparro indicó que recibió presiones para ascender a 3 oficiales de parte del Secretario General de la Presidencia.
El 8 de noviembre de 2021, los exministros de Defensa Pedro Cateriano Bellido, Jorge Nieto Montesinos, Rafael Rey Rey y Walter Martos pidieron la salida del ministro Walter Ayala. La noche del mismo día, el ministro puso su cargo a disposición del Presidente de la República.

#### Renuncia del Ministro de Defensa
El 14 de noviembre de 2021, a través de su cuenta en Twitter, el ministro de Defensa, Walter Ayala, presentó su renuncia al cargo, asimismo acusó a la oposición de "politiquería", y pidió que dejen gobernar al presidente Castillo.

#### Interpelación y censura al Ministro de Educación
El 21 de diciembre de 2021, el Congreso de la República aprobó, con 70 votos a favor, un voto de censura contra el ministro de Educación, Carlos Gallardo Gómez, obligándole a renunciar de acuerdo con el artículo 132 de la Constitución Política. Fue remplazado por Rosendo Serna.

#### Renuncia del Ministro del Interior
El 28 de enero de 2022, el ministro del Interior, Avelino Guillén, presentó su renuncia al cargo de manera irrevocable, esto, según lo dicho por Guillén, debido a la falta de apoyo del presidente Castillo, por sus vínculos con el jefe de la Policía Nacional del Perú, Javier Gallardo.

### Gabinete Valer
El 31 de enero de 2022, la premier Mirtha Vásquez renuncia al cargo, y al día siguiente, 1 de febrero, asumió el premierato el congresista Héctor Valer Pinto. Sin embargo la designación de Valer como premier, trajo duras críticas de la oposición.
El 4 de febrero, el presidente del Consejo Héctor Valer anunció que había optado por acudir al Congreso de la República el 5 de febrero, para pedir un voto de confianza. En reacción, la presidenta del Congreso Maricarmen Alva rechaza la decisión de un voto de confianza al día siguiente, no respetando las tradicionales reuniones entre los diferentes grupos parlamentarios y el gobierno, y la reunión de la Presidencia del Congreso para acordar una fecha.
En horas de la tarde, el presidente Pedro Castillo anunció la recomposición del Consejo de Ministros. Posteriormente, Valer presentó su renuncia a la PCM.

### Gabinete Torres

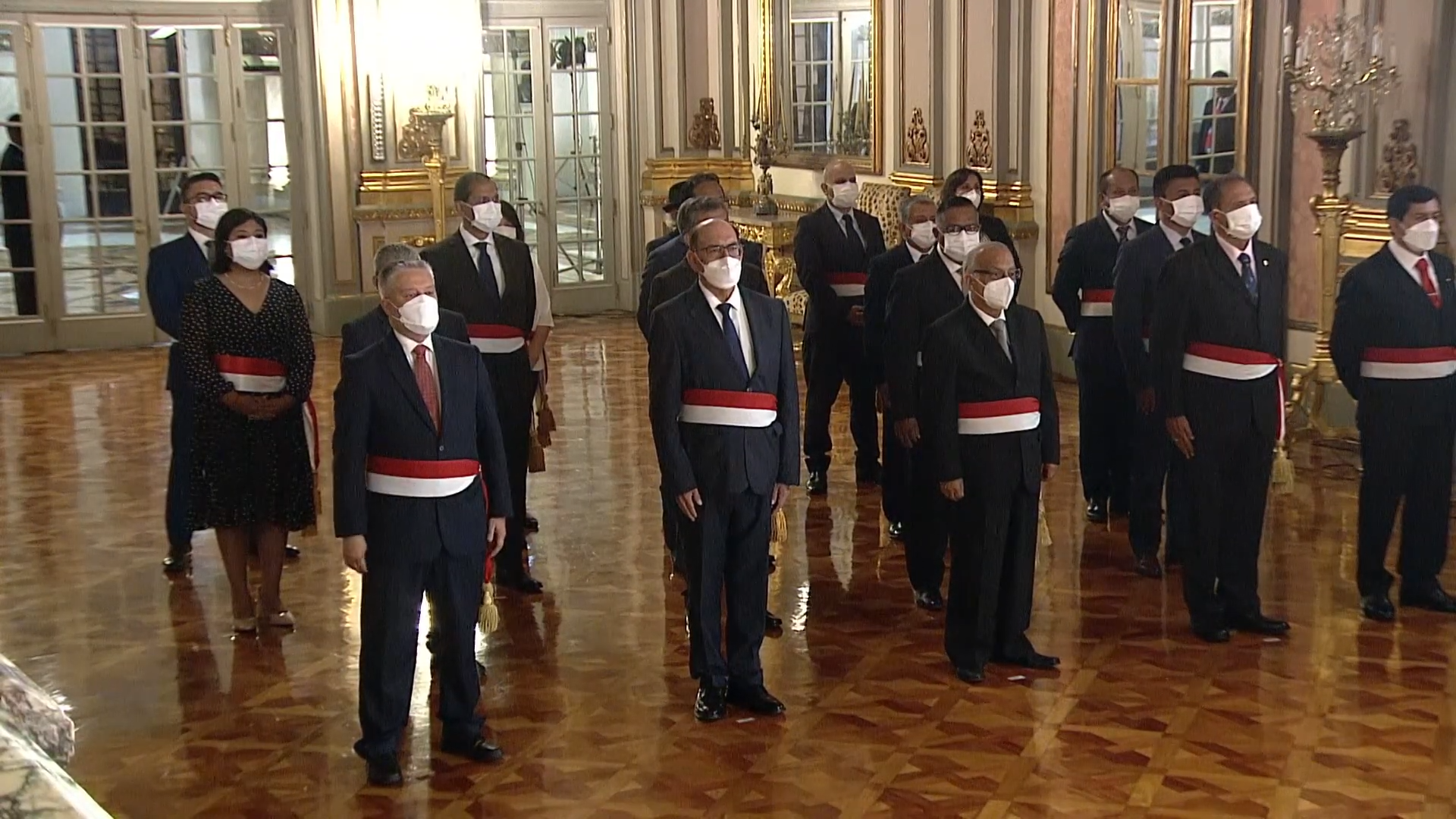
El gabinete Torres juramentando el 8 de febrero de 2022

Tras la renuncia de Héctor Valer al premierato, el 8 de febrero, fue nombrado como nuevo premier Aníbal Torres, quien juramento en Palacio de Gobierno. Torres presentó su renuncia el 3 de agosto siguiente, sin embargo, el presidente Castillo no le aceptó la renuncia, por lo que decidió que continúe en el cargo. Finalmente, Torres renunció al cargo el 24 de noviembre del mismo año.

### Gabinete Chávez
Tras la renuncia de Aníbal Torres al cargo de premier, le sucedió en el cargo Betssy Chávez, quien juramentó el 25 de noviembre de 2022. Sin embargo, y tras la decisión del presidente Pedro Castillo, de efectuar un intento de autogolpe de Estado, la premier Chávez renunció al cargo.

## Política interna

### Economía
La mayor parte del gabinete Bellido juró el jueves 29 de julio de 2021; sin embargo, no se dio a conocer a los titulares del Ministerio de Economía y Finanzas y Ministerio de Justicia y Derechos Humanos. La incertidumbre y el desconcierto provocó que el dólar alcanzara la barrera de los 4 soles, pese a que, en un intento por frenar el alza, el Banco Central de Reserva vendiese 293 millones de dólares estadounidenses. Finalmente, el viernes 30 de julio por la noche, el economista Pedro Francke juró en el Centro de Convenciones de Lima como nuevo ministro de Economía por "un avance sostenido hacia el buen vivir, con igualdad de oportunidades sin distinción de género, identidad étnica u orientación sexual. Por la democracia y concertación nacional". Francke, considerado de izquierda moderada, dejó en claro que es necesario que exista una separación entre el gobierno del presidente Castillo y Perú Libre.

#### Regulación de precios
El 6 de septiembre de 2021, en su primer Mensaje a la nación, Castillo anunció el retorno del Gas licuado del petróleo (GLP) al Fondo de Estabilización de los Precios de los Combustibles Derivados de Petróleo (FEPC), como medida para enfrentar el alto precio del gas doméstico y reducir su costo a los consumidores hasta en 11 soles. En ese sentido, se publicó en El Peruano el Decreto Supremo N° 023-2021-EM, que modifica la lista de productos afectos al FEPC. Según Jaime Mendoza, presidente del consejo directivo de Osinergmin, esta medida, además de generar costos de entre 2 y 4 millones de soles diarios, no sería efectiva a corto plazo debido al precio internacional del GLP y al alza del tipo de cambio.

### Salud

#### Pandemia de COVID-19
Castillo anunció que, "producto de las negociaciones entre el gobierno peruano y el gobierno ruso", se instalaría en el Perú una planta de producción de la vacuna Sputnik V que entraría en funcionamiento en 2023.

### Deporte

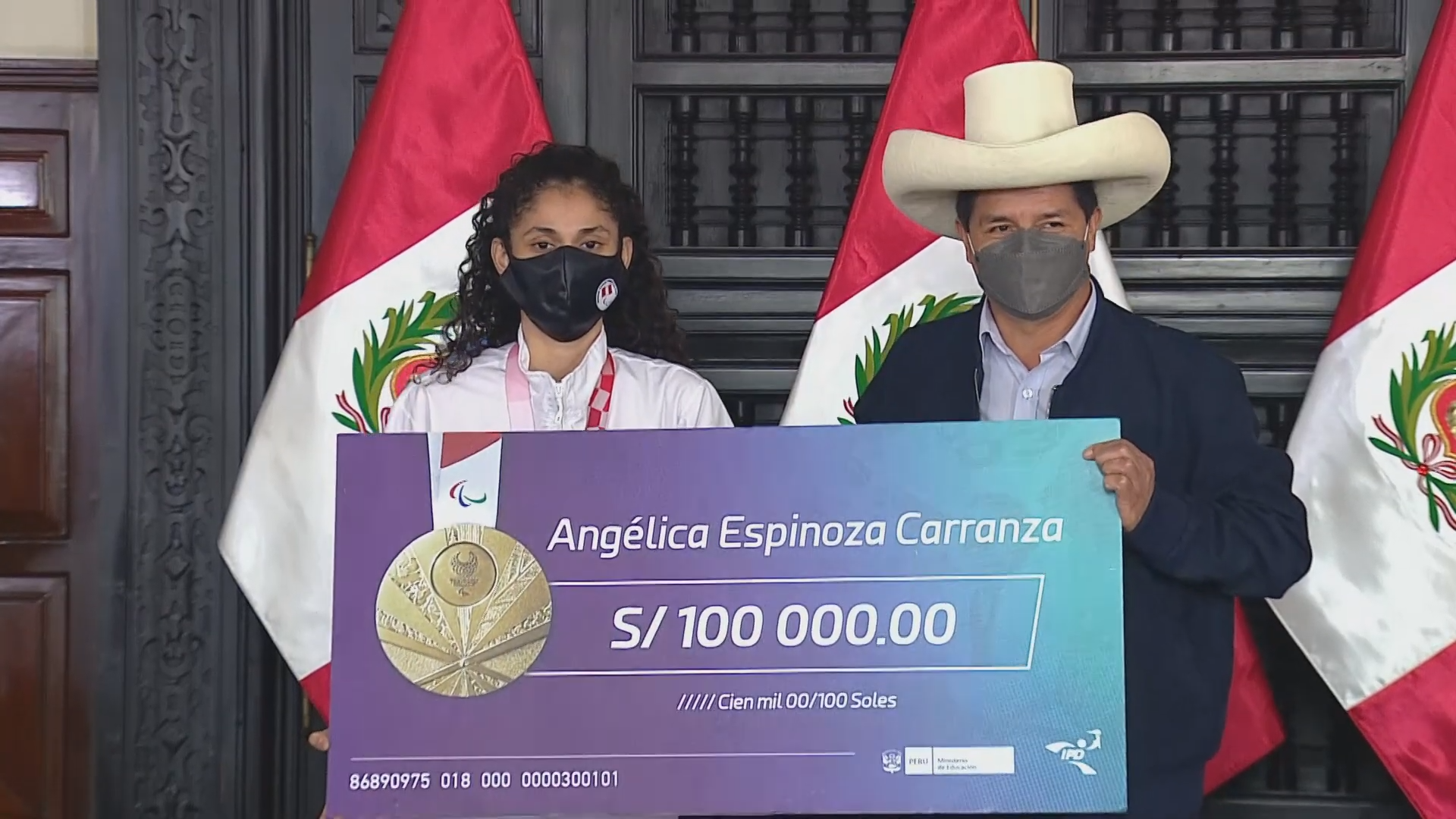
El presidente Castillo entregando una prima de 100 000 soles a la medallista paralímpica Angélica Espinoza tras haber obtenido el oro en taekwondo en los Juegos de Tokio 2020.

Pedro Castillo se reunió con el presidente de la Federación Peruana de Fútbol, Agustín Lozano, el secretario general, Óscar Chiri, y con el entrenador de la selección peruana de fútbol, Ricardo Gareca, el 14 de agosto de 2021 en Palacio de Gobierno. Uno de los temas abordados fue el regreso del público para los encuentros deportivos de la Liga 1 y las eliminatorias a Catar 2022. Castillo dijo que su gobierno evaluaría «la implementación gradual de la asistencia a estadios para el público vacunado con ambas dosis».

### Agricultura
El 3 de octubre de 2021, el presidente Castillo, durante su visita a la región Cusco, lanzó oficialmente la segunda reforma agraria, un programa gubernamental de carácter agrario diseñado por el Ministerio de Desarrollo Agrario y Riego (Midagri).

### Minería
El 28 de octubre de 2021, se inició un paro indefinido en la región Ayacucho, originado por un grupo de opositores a la explotación minera. El conflicto se agudizó cuando un grupo de 500 manifestantes tomó los campamentos Apumayo, Inmaculada, Breapampa y Pallancata. El 31 de octubre, la premier Mirtha Vásquez anunció el fin del paro y la instalación de una mesa de diálogo.

### Social
El 28 de marzo de 2022 se inició un paro general de transportistas de carga pesada frente al alza del precio del combustible, el 1 de abril, en Huancayo, se registraron fuertes disturbios entre los manifestantes y la Policía. Más adelante, ocurrió otra manifestación en la Carretera Central, originando un conflicto entre los transportistas y la Policía.
Sin embargo, el punto acápite llegó, cuando el presidente Castillo, anunció que su gobierno decidió decretar el toque de queda para el 5 de abril. Ese día millones de personas salieron a manifestarse a las calles contra la medida del Gobierno, y exigiendo la renuncia del presidente al cargo. En dichas protestas, una turba enfurecida se enfrentó a la Policía, generando disturbios, vandalismo y saqueos en las calles del centro de Lima. Es por ello que el presidente Castillo, decidió dejar sin efecto el toque de queda.

### Lucha contra el terrorismo
El 11 de agosto de 2022, las fuerzas armadas dirigieron un operativo militar contra el campamento subversivo del Militarizado Partido Comunista del Perú en Vizcatán, zona que finalmente lograron conquistar e incautaron un arsenal de armas a los terroristas, sin embargo, el principal líder subversivo Víctor Quispe Palomino logró escapar con algunos hombres. La operación fue planificada por los altos mandos militares, el presidente no tuvo conocimiento de dicho operativo.

### Inmigración extranjera
Castillo ganó fama al dar, en julio de 2021, un ultimátum a los denominados «delincuentes extranjeros», con un plazo límite de 72 horas para retirarse del país. Esto daría comienzo a la Operación Cacería, en agosto de ese año, un intento de expulsar a ese grupo que contó el apoyo de Avelino Guillén pero fue un fracaso. Según un comunicado de prensa en diciembre de 2021, el avión de la Fuerza Aérea, estacionado frente a las cámaras de la prensa, no contaba con autorización del gobierno venezolano para aterrizar en ese país. Para el proyecto, el gobierno autorizó destinar 400 mil soles en un proyecto para expulsar a inmigrantes venezolanos que cometieran delitos en territorio nacional.
En mayo de 2022, Castillo realizó una nueva convocatoria para volver a tomar medidas frente a la alta inmigración. En agosto de ese año, inició su proyecto Retorno a su país, propuesto por Nicolás Maduro. Adicionalmente, en el mismo agosto, el gobierno anunció su proyecto de ley para extender causas válidas para su expulsión.

### 100 días de gobierno
El 10 de noviembre se cumplieron los 100 días de gobierno. La premier Vásquez anunció que el balance sería presentado en Ayacucho.

## Desastres

### Terremoto en Sullana
Un sismo de magnitud 6.1 ocurrió en Sullana el viernes 30 de julio de 2021. Durante el evento, el presidente Pedro Castillo, junto a otras autoridades de alto mando, se encontraban reunidos en el desfile cívico militar por el Bicentenario de la Independencia, en el cuartel general del Ejército situado en el distrito de San Borja, lo que llevó a retirarse inmediatamente para viajar hasta la zona afectada junto a su primer ministro, Guido Bellido; y el ministro de Defensa, Walter Ayala. El mandatario visitó el Hospital De Apoyo II, la Catedral de Piura, entre otros lugares afectados. Se reunió con los alcaldes provinciales de Piura y Sullana, con el gobernador de Piura y con otras autoridades de la región para evaluar los daños y disponer medidas inmediatas para ayudar a la población.

### Terremoto en Amazonas
Un sismo de magnitud 7.5 se produjo en el departamento de Loreto la madrugada del domingo 28 de noviembre de 2021. El presidente Castillo y sus ministros viajaron a las localidades afectadas para recorrer la zona en el norte peruano y ordenó que se dispongan las medidas inmediatas para ayudar a los damnificados.

### Derrame de petróleo en la costa peruana
El derrame de petróleo en la costa del Perú ocurrió en la madrugada del 15 de enero de 2022 por la caída de crudo del buque de bandera italiana Mare Doricum, alquilado por la empresa española Repsol, en los mares del distrito de Ventanilla en la provincia constitucional del Callao, en Perú. 
La empresa inicialmente atribuyó la responsabilidad del derrame a la Marina de Guerra por no comunicar el oleaje anómalo generado tras el maremoto causado por la erupción volcánica en Tonga. Sin embargo, Marina de Guerra del Perú a través de la comunicación de la primera ministra, Mirtha Vásquez, desmintió la versión emitida por la empresa. Posteriormente, la empresa el 14 de febrero le atribuyó la responsabilidad al buque petrolero Mare Doricum e inició una reclamación a los propietarios del buque. Las olas contaminadas con el crudo se expandieron a lugares tan distantes de Ventanilla, como Ancón y Santa Rosa al norte de la provincia de Lima, así como Aucallama y Chancay al oeste de la provincia de Huaral. El 21 de enero del 2022, el gobierno peruano declaró 90 días de emergencia ambiental. El suceso ha sido calificado por la Cancillería como el mayor desastre ecológico ocurrido en el Lima en los últimos tiempos.
Desde sectores civiles se crearon campañas para limpiar las costas afectadas y rescatar a los animales cubiertos de crudo, incluido la donación de cabello humano, con puestos de donación a nivel nacional. La postura del Estado peruano fue contradictoria ante estas campañas, ya que algunas municipalidades de urbes metropolitanas como Lima y Trujillo lo promovían, mientras que el Ministerio del Ambiente pidió que cesen estas campañas ya que son poco efectivas e incluso contraproducentes.

## Controversias y escándalos

### Influencia de Vladimir Cerrón
Se ha acusado a Castillo de recibir influencias del jefe del partido Perú Libre Vladimir Cerrón, quien respalda la ideología marxista-leninista y además fue sentenciado por corrupción y negociación incompatible. A pesar de que Castillo, previo a la segunda vuelta, afirmó que de asumir la presidencia habría un deslinde total de Cerrón, diciendo incluso que «no estaría ni de portero del Estado», la designación de ministros y otros cargos importantes de personas allegadas al partido y al mismo Cerrón, incluyendo personal sin experiencia y con antecedentes delictivos, aumentó las sospechas y la desconfianza sobre la autonomía de Castillo. Varios miembros del Gabinete han sido acusados e investigados por delitos de diversa índole, incluyendo al primer ministro Guido Bellido, sospechoso de apología al terrorismo. Entre otros funcionarios designados se encuentran Waldemar Cerrón, hermano de Vladimir e investigado por lavado de activos, como vocero del partido en el Congreso; Braulio Grajeda, ex abogado de Cerrón encargado de recaudar fondos para su reparación civil, como viceministro de Gobernanza Territorial; y Natalia Jiménez Velásquez, hija del excandidato de Perú Libre al Congreso por Tumbes Manuel Jiménez, como directora de Provías Descentralizado del Ministerio de Transportes y Comunicaciones pese a no cumplir con el requisito de diez años de experiencia en administración pública, por lo que posteriormente su nombramiento quedó sin efecto.
Numerosos analistas políticos, periodistas e incluso bancadas de otros partidos se han manifestado al respecto, coincidiendo en que Castillo debe mantener la autonomía presidencial y no dejar que Cerrón designe funcionarios y asuma un rol importante en las decisiones que el gobierno aplique.

### Bruno Pacheco y dinero en el baño de Palacio
A mediados de 2021, Pacheco alcanzó notoriedad mediática debido a diversos indicios de irregularidades detectedos durante la investigación del caso Tarata III, entre los que se encontraban las inconsistencias en el crecimiento de su patrimonio. En el marco de dicha investigación, agentes del Ministerio Público realizaron una inspección y registro en el Palacio del Gobierno. En el baño de la oficina del entonces secretario presidencial, se encontraron 20 000 dólares estadounidenses en efectivo. Además, surgieron evidencias que sugerían que Pacheco había ejercido presiones sobre miembros de las Fuerzas Armadas para que ascendieran a personal allegado al presidente a cambio de dinero. Asimismo, fue acusado de utilizar su cargo para favorecer a empresarios cercanos al presidente, presionando a la Superintendencia Nacional de Aduanas y Administración Tributaria (SUNAT). Ante estas acusaciones, Bruno Pacheco intentó defender su condición de inocencia sin éxito. Posteriormente, presentó su renuncia al cargo el 24 de noviembre de 2021.

### Reuniones en su domicilio de Breña
Castillo fue cuestionado numerosas veces por su decisión de no atender juntas en el Palacio de Gobierno, incluso llegó a declarar en su mensaje a la Nación que «no gobernaría desde allí» y planteó la propuesta de convertir el recinto en un museo. En medio de esa polémica, en noviembre de 2021 el programa Cuarto Poder lanzó unos reportajes donde se acusaba a Castillo de realizar reuniones secretas no informadas en su domicilio ubicado en el distrito de Breña. Según el registro de las cámaras, se realizaron tres visitas: el 20 de octubre de Carlos Ponce, quien llegó en un vehículo a nombre de la Empresa de Representaciones María de Jesús E. I. R. L.; el 5 de noviembre de otro vehículo a nombre de la empresa Mazavig S. A. C. liderada por el acusado por lavado de activos Marco Antonio Villaverde; y el 10 de noviembre de Jaqueline Perales Olano, gerente general de la Superintendencia Nacional de Bienes Estatales. Posteriormente, el mismo programa captó la presunta visita de Karelim López, empresaria y allegada del ex secretario Bruno Pacheco, realizada el 19 de noviembre. López se reunió 41 veces con diferentes instituciones del Estado entre julio y diciembre de 2021. El 6 de marzo de 2022, el programa Punto final entrevistó al dueño de la vivienda, Alejandro Sánchez. En esa entrevista, el dueño reconoció que, por su amistad con Castillo, le ofreció un espacio personal hacia el entonces presidente.
El escándalo salió a la luz luego de que el consorcio Tarata III, ambos vinculados a su participación, obtuviera la licitación de la construcción del Puente Tarata sobre el Río Huallaga. El consorcio Tarata III, formado por tres empresas (Tableros y Puentes, H. B. Estructuras Metálicas y Termirex) con Marco Antonio Pasapera como fundador, obtuvo la contratación de 232,5 millones sin contar con los criterios técnicos para la construcción de la obra. Las visitas involucraron a Juan Silva, quien asumió la cartera de Transportes y Comunicaciones, para autorizar la construcción de la obra, que posteriormente pasó como investigado por la Comisión de Fiscalización en abril de 2022.
López había visitado Palacio de Gobierno siete veces, manteniendo comunicación con Castillo y Pacheco. La empresaria se defendió diciendo que representaba al grupo Arcose (operado por el familiar de Marco Antonio, Héctor Antonio Pasapera), sin embargo, este también se encontraba involucrado con el consorcio. El propietario de la vivienda de Breña negó que Castillo haya tenido una reunión con López, a pesar de que se produjo la visita.

### Posición sobre Venezuela, Cuba y Nicaragua
Castillo ha sido criticado por no definir una postura sobre los gobiernos de Venezuela, Cuba y Nicaragua, ya que alegó su respeto a la autonomía de cada país. A pesar de ello, aseguró que no traería modelos extranjeros para aplicarlos en el Perú.

### Mediterraneidad de Bolivia
Debido a que se difundió un video del año 2018 en donde Castillo manifestaba sobre la posibilidad de que Bolivia tuviese salida al mar a través del Perú, se suscitó un escándalo que llevó a que en enero de 2022, el periodista Fernando del Rincón, de CNN, preguntara a Castillo sobre dicha posibilidad a lo que Castillo manifestó que aquello no lo había dicho como presidente «pero ahora le consultaremos al pueblo. Para eso se necesita que el pueblo se manifieste. Si el Perú está de acuerdo... jamás haría cosas que el pueblo no quiera».  Posteriormente, pidió disculpas por sus declaraciones mientras que el congreso aprobó una moción de rechazo exhortando a Castillo a «respetar y a hacer prevalecer la soberanía nacional en estricto cumplimiento de sus funciones y deberes constitucionales».

### Designación a integrante fundadora de Perú Libre en Bolivia
En septiembre de 2021 se designó a Carina Palacios, quien formó parte de la fundación de Perú Libre como embajadora de Perú en Bolivia, quien fue cuestionada en su momento por no llevar título universitario como ingeniera agrónoma cuando desempeñaba en la Dirección Regional de Agricultura de Junín. Previamente el Gobierno de Bolivia recomendó a la militante como Embajadora Extraordinaria y Plenipotenciaria de la República del Perú. El 6 de enero de 2023 la canciller Ana Gervasi concluyó las funciones.
Palacio fue una de las cuatro elegidas por el gobierno que militaron para el partido Perú Libre.

### Posición sobre la República Árabe Saharaui Democrática
En septiembre del 2021 se anunció el establecimiento de relaciones entre el Perú y la República Árabe Saharaui Democrática (RASD), que fue calificada de histórica. Sin embargo, en agosto del 2022, el Ministerio de Relaciones Exteriores del Perú anunció la ruptura de relaciones entre el Perú y la RASD. Un mes más tarde, a través de su cuenta de Twitter, el presidente Pedro Castillo anunció que «nos reafirmamos en persistir en la defensa de su autodeterminación soberana». Con ello el gobierno mostró radicales cambios en la tradicional política exterior peruana al pasar drásticamente del histórico reconocimiento a la RASD en 1984, reafirmado en este gobierno, a la ruptura de relaciones para luego volver al reconocimiento.

### Crisis de los fertilizantes
Durante su gobierno, se realizaron cuatro negociaciones insatisfactorias para adquirir urea tras indicios de corrupción detectados por la Contraloría. Dichas negociaciones buscaron la importación de los componentes de otros países debido al bloqueo de su mayor proveedor, Rusia. La meta fue abastecer a 2.2 millones de hectáreas de cultivos al año, cantidad requerida para evitar el alza de precios de sus productos. A pesar de las iniciativas de ofrecer ayuda económica para los agricultores como alternativa temporal a las negociaciones, el precio de algunos cultivos, como la papá, subieron notablemente. Para diciembre de 2022, el INEI registró el alza de precios de 534 de los 586 productos que conforman la canasta básica.

### Designación de prefectos cercanos al sindicato de profesores
En diciembre de 2021 el ministro del Interior Avelino Guillén designó a nuevos prefectos, algunos de ellos cercanos con el sindicato a la Federación Nacional de Trabajadores en la Educación del Perú. Según Perú 21 participaron en la Conare-Sute, que estuvo involucrado con el Movadef. Estos fueron designados oficialmente en enero de 2022 por Castillo, a través de su supuesto representante Grover Mamani, y contó con la ayuda de la dirigente magisterial Rosa Luz Pérez.
En agosto de 2022, cientos de prefectos, entre departamentales y distritales, se reunieron en el Palacio de Gobierno sin transparentar la lista de integrantes. En octubre de ese año, se filtró audios de una secretaria del futuro Partido Magisterial, en que el prefecto de Arequipa denunció que los exdirigentes de ese partido buscaban removerlo de su cargo como una condición para mantener el apoyo brindado al presidente Castillo.
El 15 de diciembre de ese año se dio por oficial el cese a todos los prefectos.

### Acusación de plagio en tesis
En mayo de 2022, el programa de televisión Panorama denunció que el 54% de la tesis de maestría sustentada por Castillo junto con su esposa Lilia Paredes y aprobada por la Universidad César Vallejo habría sido plagiada de otros trabajos, tras haber realizado comprobaciones en el software Turnitin. Según la nota, se encontraron numerosas coincidencias copiadas directamente de las fuentes originales y sin citarse. Además, se detectó que dos de los profesionales validadores de la tesis no figuran en la RENIEC: el primero no existe y el segundo corresponde a otra persona según su DNI, mientras uno de los asesores mencionados, Gerardo Gaitán, negó haber participado en la tesis del presidente y la primera dama. Castillo negó haber cometido plagio y denunció que se trata de un plan desestabilizador y malintencionado por parte de la prensa. La Fiscalía de la Nación abrió una investigación contra Castillo y Paredes por el presunto plagio días después del reportaje.

### Reunión con Betssy Chávez
El 18 de marzo del 2022 el presidente Castillo se reunió con la entonces ministra Betssy Chávez. Según se supo, el presidente llegó al lugar en un vehículo blanco con lunas oscurecidas.
Desde el 19 de julio de 2022, la Fiscal de la Nación, Patricia Benavides abrió su primera investigación preliminar contra Pedro Castillo, por el presunto delito de encubrimiento personal contra la administración de justicia; el 22 de julio, Benavides reabrió indagaciones al presidente por el presunto delito contra la administración pública, tráfico de influencias, organización criminal, colusión agravada y plagio en su tesis de maestría.

### Irregularidades de las obras municipales
El Ministerio Público, a través del Equipo Especial de Fiscales contra la Corrupción en el Poder, estableció en su tesis de agosto de 2022 una posible organización criminal para «ganar licitaciones de manera fraudulenta en [pro] de otras provincias y/o departamentos» e indicó como el caso de la cartera del Ministerio de Vivienda. El lugar donde se presumió tener mayor cantidad de licitaciones es Anguía e involucró a 69 personas, entre ellos varios familiares.
El dominical Cuarto poder se encargó de revelar irregularidades en la zona donde vivió la famillia de Pedro Castillo, incluyendo la construcción de un helipuerto informal en Chota. El Ministerio Público realizó investigaciones de un eventual tráfico de influencias después del reportaje del dominical sobre la contratista favorecida JJM Espino,  y un eventual lavado de dinero al descubrir una transacción bancaria entre Lilia Paredes y los Espino Lucana.

### Cheque sin fondos para pacientes con cáncer
En febrero del 2022, el presidente Pedro Castillo hizo una promesa de apoyo económico confirmada en una llamada telefónica para el programa Sábado con Andŕes. Se trató de un cheque de más de 4 mil millones de soles para el tratamiento de los pacientes con cáncer y el acceso a medicamentos. En mayo del mismo año se realizó una ceremonia oficial que contó con la presencia de más de 200 niños con sus familiares y acompañados del presentador de televisión Andrés Hurtado.
Sin embargo, la transferencia económica no se desembolsó al no pasar al Ministerio de Economía y Finanzas. Meses después, el programa Beto a saber denunció en agosto del mismo año que el dinero no llegó a los pacientes con cáncer, al evidenciar que algunos de ellos fallecieron sin recibir fondos para el apoyo médico. El reportaje fue retransmitido por el canal Willax, y la indignación fue compartida por la presentadora Magaly Medina.
En septiembre de ese año la congresista Norma Yarrow confirmó a partir de un informe del MEF que la promesa de transferencia no se concretará como lo acordado en la ceremonia, ya que en su lugar solo se invertirán alrededor de 700 millones de soles en este año y que el presupuesto para la implementación de una ley para atender a pacientes oncológicos tardaría 10 años. La vocera de la organización Ley contra el Cáncer Infantil, Karina Pujay, cuestionó el acto económico en que calificó de «burla». La presidenta de la Asociación por los Derechos de los Niños con Cáncer, María Lumbre, criticó al presidente Castillo por haber usado a los niños para mejorar su imagen. Se detalló que se hicieron reuniones para pedir el cumplimiento de la promesa pero les decían que no había presupuesto. El periodista Beto Ortiz reveló, además, la presunta existencia de un audio donde el presidente Pedro Castillo solicitaba «200 niños peladitos» para el día del anuncio del cheque, y que de los 200, 15 realmente tenían cáncer.

### Promesa de renunciar su sueldo presidencial
Una de las promesas de Castillo fue el anuncio de abril de 2021 de la renuncia de su sueldo principal para acabar «el sueño de planilla dorada». Esta promesa no se cumplió, pues el Portal de Transparencia mostró su primer salario procesado. Tras su salida, Castillo recibió 17 veces su sueldo, es decir, por todo el periodo presidencial que tuvo. Adicionalmente, tras el último mensaje a la Nación anunciado el 7 de diciembre, recibió un aguinaldo y una asignación especial valorizados en 20 mil soles.

### «Prensa alternativa»
Durante el gobierno de Castillo, aparecieron medios escritos cercanos a él. Entre ellos, estuvieron El Sombrero y El Puka. Desempeñaron como respaldo a la política oficialista. La periodista Rosa María Palacios los comparó con la prensa chicha por llevar conflicto de intereses por sus editores aliados al régimen.
En septiembre de 2022, el Presidente del Consejo de Ministros, Aníbal Torres, manifestó, en una conferencia de prensa que coincidió con la franja estelar televisiva de programas dominicales políticos que con anterioridad habían informado de supuestos casos de corrupción en el gobierno de Pedro Castillo y supuestos nexos con el terrorismo durante la campaña política, que en el Perú se apreciaba una «prensa mercenaria, cínica y corrupta que desinforma».
En esta conferencia estuvo presente un colectivo de medios a los que Torres Vásquez bautizó como la «prensa alternativa», formado por medios informales de línea «alternativa» a la «prensa tradicional», cuyo imagen principal es el activista Aníbal Stacio. Torres señaló que «el Ejecutivo va a trabajar con mayor frecuencia, con mayor intensidad, con la prensa alternativa. Vamos a trabajar con la prensa que no desinforma». Torres, junto a la «prensa alternativa», cuestionó el rol de la «prensa tradicional».
El presidente de la Federación de Periodistas del Perú (FPP), Ángel Sánchez, manifestó que el gobierno busca empoderar a la «prensa alternativa» para difundir la posición oficialista ante los supuestos casos de corrupción revelados por la «prensa tradicional». Sánchez, además, denunció al gobierno por promover «a través de estos medios alternativos, la creación de un gremio, que ha denominado Federación de Periodistas y Comunicadores Alternativos del Perú, sobreponiéndose a la FPP».

### «Toma de Lima»
Una marcha denominada «Toma de Lima» o «10N» fue convocada el 20 de octubre por la Asamblea Nacional de los Pueblos (ANP), liderado por Marino Flores, para el 10 de noviembre en apoyo a Pedro Castillo ante las denuncias de corrupción en su contra exigiéndose, además, el cierre del congreso, la renuncia de la fiscal Patricia Benavides, quien abrió investigaciones al presidente por los presuntos casos de corrupción, y una nueva constitución en reemplazo a la constitución de 1993. La convocatoria contó con el apoyo de diversas organizaciones sindicales y sociales de izquierda como Nuevo Perú y Patria Roja.
Por el registro de visitas al despacho presidencial se supo que Marino Flores se reunió con Pedro Castillo el 7 de noviembre además se llegó a saber que Lourdes Huanca junto a Marino Flores, ambos promotores de la marcha, se reunieron con Luis Alberto Mendieta, Jefe del Gabinete Técnico de la Presidencia de la República por lo que se les acusó de ser probablemente portátiles. El 9 de noviembre, el Congreso de la República anunció que suspendían las sesiones ante la amenaza de hechos de violencia. El Ministerio del Interior invocó a quienes asistieran marcharan de forma pacífica un día antes.
La marcha inició a las 5 de la mañana. Entre los asistentes a la «Toma de Lima» estuvieron personajes como Lucía Alvites, Anahí Durand, Aníbal Stacio y Guillermo Bermejo. Perú Libre mandó militancia desde Junín para apoyar la marcha mientras que Antauro Humala rechazó una invitación de la ANP para participar. Durante el desarrollo de la manifestación se registraron algunos incidentes de violencia hacia la policía. Se supo, además, que diversos periodistas fueron agredidos y se informó que un grupo de manifestantes intentaron retener al equipo de prensa de Televisa.
Debido a su impacto, el 23 de noviembre de ese año Castillo recibió a los representantes de la Asamblea Nacional de los Pueblos en un acto oficial. La ANP se mantuvo en una postura contra el congreso tras anunciarse el tercer intento de vacancia presidencial.

### Designación de Wilson Barrantes
El 27 de noviembre, el Poder Judicial ordenó la detención preliminar de José Luis Fernández Latorre, director de la Dirección Nacional de Inteligencia (DINI), como parte de la investigación fiscal por irregularidades en la compra de biodiésel en el marco del caso Petroperú. En su reemplazo fue designado el general Wilson Barrantes. Con anterioridad, Barrantes había sido voceado para ser ministro de defensa pero sus vínculos con el Movimiento de Amnistía y Derechos Fundamentales (Movadef) frustraron tal designación. Se supo que Barrantes participó en tres conversatorios organizados por el Movadef donde compartió mesa con Alfredo Crespo, abogado de Abimael Guzmán. En dichas reuniones, Barrantes llegó a considerar la amnistía a los terroristas. Además, Barrantes había denunciado el 2 de noviembre que Pedro Castillo le había llamado para ocupar el cargo de director de la DINI, pero para concretar la designación Bruno Pacheco le pidió que llevara a otra persona, cosa que se negó. En otra reunión posterior con Bruno Pacheco este le dijo que, según relató Barrantes, le diera 200.000 soles para que ocupe el cargo.
Por su parte, Fernández Latorre, como ex director de la DINI, reveló que Castillo tenía conocimiento de los actos irregulares cometidos por sus familiares y de encubrir la fuga de Juan Silva y Fray Vásquez. Reveló que uno de los familiares de Castillo, Rudbel Oblitas Paredes, llegó hasta su despacho de la DINI para pedirle 100 mil soles y luego un millón de dólares para evitar la emisión de un reportaje que iba a salir de Castillo y contratar un asesor de inteligencia ruso. También dijo que Rudbel tenía en su posesión un video donde Castillo agredía a su esposa Lilia Paredes.

## Intento de Golpe de Estado y fin de su gobierno

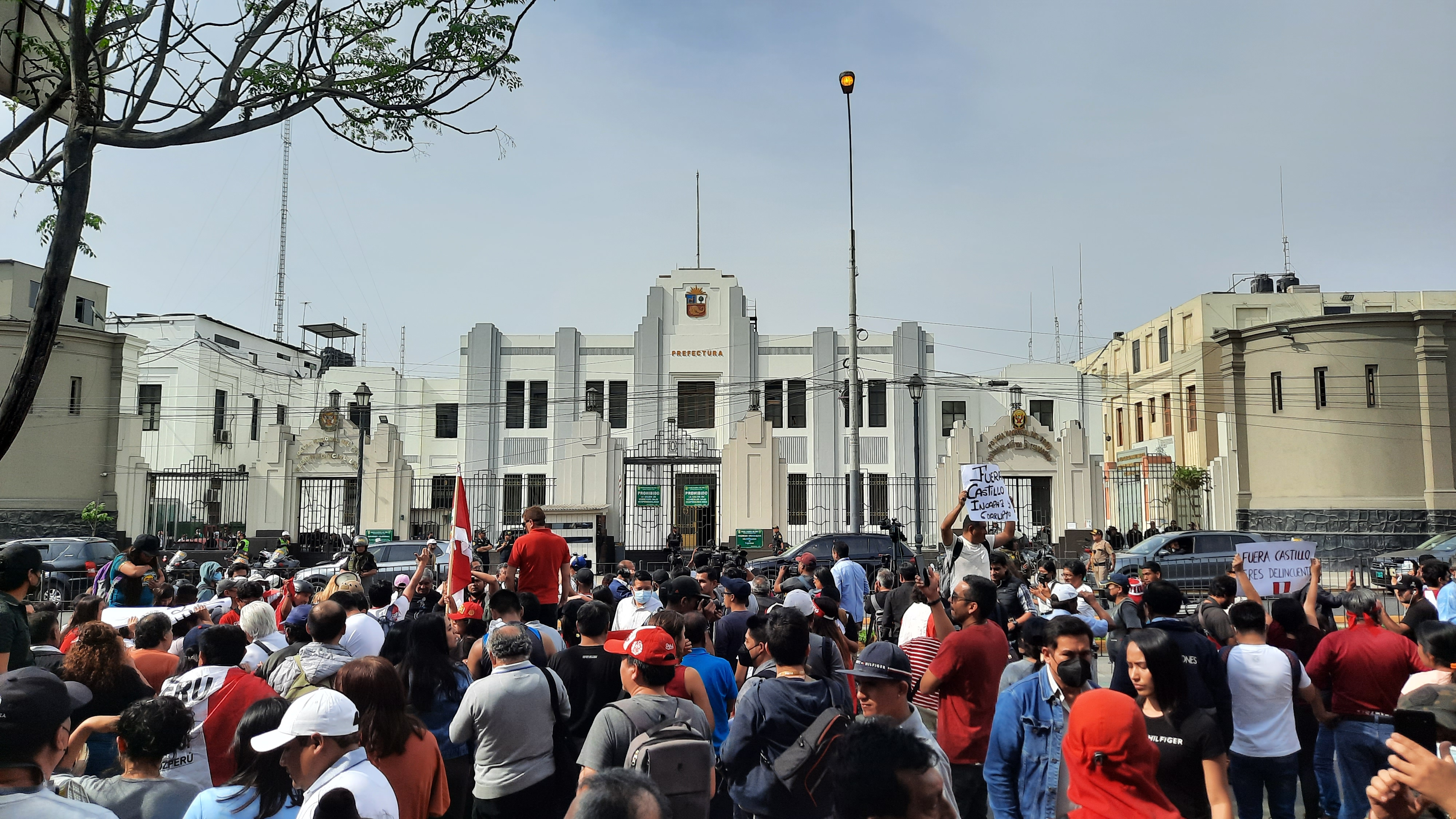
Protestas en los exteriores de la Prefectura de Lima, donde se encontraba detenido Pedro Castillo tras el Intento de autogolpe de Estado.

El 7 de diciembre de 2022, ante el inminente tercer proceso de destitución en su contra que se decidiría ese día, y las declaraciones previas de Salatiel Marrufo, Castillo se dirigió al país en un mensaje a la nación televisado en el cual anunció su decisión de disolver el Congreso de la República, intervenir al Poder Judicial, al Ministerio Público, a la Junta Nacional de Justicia y al Tribunal Constitucional, además de convocar a la elección de un nuevo congreso con facultades constituyentes en un máximo de 9 meses. Al terminar su mensaje, Castillo habría dado la orden de detener a la fiscal de la nación Patricia Benavides. El acto fue reconocido por los políticos de diversas tendencias, los medios de comunicación y el Tribunal Constitucional como un Golpe de Estado, y algunos lo compararon con el autogolpe de 1992 perpetrado por el expresidente Alberto Fujimori. El autogolpe de Estado fracasó al generar el inmediato rechazo por parte de los medios de comunicación, instituciones políticas, del Ministerio Público, el Poder Judicial, el Tribunal Constitucional e incluso de los propios ministros de Castillo (los cuales dimitieron en su mayoría), además de carecer del respaldo de las Fuerzas Armadas y la Policía Nacional, instituciones que en un comunicado expresaron su decisión de no apoyar ningún acto contrario al orden constitucional.
Ese mismo día, el Congreso de la República adelantó la hora del proceso de vacancia y destituyó a Castillo por su intento de alterar el orden constitucional con 101 votos a favor, amparándose en el artículo 46 de la constitución para el inicio del proceso, y fue luego arrestado cuando se dirigía a la embajada mexicana en Lima para solicitar asilo político. La entonces vicepresidenta Dina Boluarte, que había sido elegida junto a Castillo por el mismo partido político en las elecciones de 2021, lo reemplazó como presidenta constitucional por línea de sucesión; siendo rechazada por Castillo que la calificó de «usurpadora».

## Sondeos de opinión

### Aprobación presidencial
| Encuestadora/Medio     | Fecha             | Muestra | Pedro Castillo (Presidente de la República) | Pedro Castillo (Presidente de la República) | Pedro Castillo (Presidente de la República) | Pedro Castillo (Presidente de la República) |    |    |   |     |
| Encuestadora/Medio     | Fecha             | Muestra | Aprob.                                      | Desap.                                      | NS/NO                                       | Dif.                                        |    |    |   |     |
| ---------------------- | ----------------- | ------- | ------------------------------------------- | ------------------------------------------- | ------------------------------------------- | ------------------------------------------- | -- | -- | - | --- |
| Encuestadora/Medio     | Fecha             | Muestra | Datum/Perú 21/Gestión                       | 1–4 dic 2022                                | 1213                                        | Dif.                                        | 24 | 71 | 5 | –47 |
| IEP/La República       | 19–24 nov 2022    | 1217    | 31                                          | 61                                          | 8                                           | –30                                         |    |    |   |     |
| CPI/RPP                | 16–20 nov 2022    | 1200    | 22.1                                        | 71.3                                        | 6.6                                         | –49.2                                       |    |    |   |     |
| Ipsos Perú/El Comercio | 10 nov 2022       | 1246    | 27                                          | 66                                          | 7                                           | –39                                         |    |    |   |     |
| Datum/Perú 21/Gestión  | 27 oct–1 nov 2022 | 1213    | 26                                          | 69                                          | 5                                           | –43                                         |    |    |   |     |
| IEP/La República       | 22–27 oct 2022    | 1208    | 28                                          | 62                                          | 10                                          | –34                                         |    |    |   |     |
| Ipsos Perú/América     | 20–21 oct 2022    | 1246    | 26                                          | 66                                          | 8                                           | –40                                         |    |    |   |     |
| IEP/La República       | 19–22 sep 2022    | 1215    | 25                                          | 65                                          | 10                                          | –40                                         |    |    |   |     |
| Datum/Perú 21/Gestión  | 17–21 sep 2022    | 1204    | 23                                          | 71                                          | 6                                           | –48                                         |    |    |   |     |
| Activa/Pulso Ciudadano | 6–21 sep 2022     | 1004    | 10.5                                        | 81.4                                        | 8.0                                         | –70.9                                       |    |    |   |     |
| CPI/RPP                | 5–8 sep 2022      | 1200    | 22.2                                        | 70.9                                        | 6.9                                         | –48.7                                       |    |    |   |     |
| IEP/La República       | 20–25 ago 2022    | 1206    | 29                                          | 63                                          | 8                                           | –34                                         |    |    |   |     |
| Ipsos Perú/América     | 11–12 ago 2022    | 1247    | 25                                          | 69                                          | 6                                           | –44                                         |    |    |   |     |
| CPI/ATV                | 3–10 ago 2022     | 1200    | 22.6                                        | 71.1                                        | 6.3                                         | –48.5                                       |    |    |   |     |
| IEP/La República       | 1–4 ago 2022      | 1208    | 24                                          | 67                                          | 9                                           | –43                                         |    |    |   |     |
| Datum/Perú 21/Gestión  | 1–3 ago 2022      | 1202    | 19                                          | 76                                          | 5                                           | –57                                         |    |    |   |     |
| Activa/Pulso Ciudadano | 19–29 jul 2022    | 1006    | 13.6                                        | 75.1                                        | 11.3                                        | –61.5                                       |    |    |   |     |
| Ipsos Perú/El Comercio | 14–15 jul 2022    | 1243    | 20                                          | 74                                          | 6                                           | –54                                         |    |    |   |     |
| Datum/Perú 21/Gestión  | 8–12 jul 2022     | 1300    | 20                                          | 75                                          | 5                                           | –55                                         |    |    |   |     |
| CPI/ATV                | 28 jun–2 jul 2022 | 1200    | 19.5                                        | 75.0                                        | 5.5                                         | –55.5                                       |    |    |   |     |
| IEP/La República       | 20–23 jun 2022    | 1205    | 19                                          | 71                                          | 10                                          | –52                                         |    |    |   |     |
| Ipsos Perú/El Comercio | 9–10 jun 2022     | 1243    | 23                                          | 70                                          | 7                                           | –47                                         |    |    |   |     |
| Activa/Pulso Ciudadano | 30 may–8 jun 2022 | 1026    | 9.2                                         | 82.5                                        | 8.2                                         | –73.3                                       |    |    |   |     |
| Datum/Perú 21/Gestión  | 3–7 jun 2022      | 1206    | 23                                          | 71                                          | 6                                           | –48                                         |    |    |   |     |
| CPI/RPP                | 30 may–4 jun 2022 | 1300    | 20.7                                        | 71.4                                        | 7.8                                         | –50.7                                       |    |    |   |     |
| IEP/La República       | 23–26 may 2022    | 1201    | 21                                          | 70                                          | 9                                           | –49                                         |    |    |   |     |
| Ipsos Perú/El Comercio | 12–13 may 2022    | 1205    | 22                                          | 72                                          | 6                                           | –50                                         |    |    |   |     |
| Datum/Perú 21/Gestión  | 5–9 may 2022      | 1300    | 20                                          | 75                                          | 5                                           | –55                                         |    |    |   |     |
| CPI/RPP                | 25–29 abr 2022    | 1300    | 21.2                                        | 72.5                                        | 6.3                                         | –51.3                                       |    |    |   |     |
| IEP/La República       | 18–21 abr 2022    | 1206    | 25                                          | 67                                          | 8                                           | –42                                         |    |    |   |     |
| Ipsos Perú/América     | 7 abr 2022        | 1205    | 19                                          | 76                                          | 5                                           | –57                                         |    |    |   |     |
| Datum/Perú 21/Gestión  | 2–4 abr 2022      | 1121    | 19                                          | 76                                          | 5                                           | –57                                         |    |    |   |     |
| Activa/Pulso Ciudadano | 21–28 mar 2022    | 1142    | 12                                          | 75                                          | 13                                          | –63                                         |    |    |   |     |
| CPI                    | 21–25 mar 2022    | 1200    | 23.1                                        | 68.4                                        | 8.5                                         | –45.3                                       |    |    |   |     |
| IEP/La República       | 21–24 mar 2022    | 1201    | 24                                          | 68                                          | 8                                           | –44                                         |    |    |   |     |
| Ipsos Perú/El Comercio | 8 mar 2022        | 1206    | 26                                          | 66                                          | 8                                           | –40                                         |    |    |   |     |
| Datum/Perú 21/Gestión  | 26 feb–1 mar 2022 | 1209    | 25                                          | 67                                          | 8                                           | –42                                         |    |    |   |     |
| IEP/La República       | 21–23 feb 2022    | 1213    | 28                                          | 63                                          | 9                                           | –35                                         |    |    |   |     |
| Ipsos Perú/América     | 10–11 feb 2022    | 1214    | 25                                          | 69                                          | 6                                           | –44                                         |    |    |   |     |
| Datum/Perú 21/Gestión  | 28–31 ene 2022    | 1213    | 29                                          | 64                                          | 7                                           | –35                                         |    |    |   |     |
| CELAG                  | 7–31 ene 2022     | 1963    | 27.4                                        | 66.0                                        | 6.8                                         | –38.6                                       |    |    |   |     |
| CPI/Latina             | 24–28 ene 2022    | 1200    | 23.4                                        | 66.9                                        | 9.7                                         | –43.5                                       |    |    |   |     |
| IEP/La República       | 24–27 ene 2022    | 1210    | 28.9                                        | 61.5                                        | 9.7                                         | –32.6                                       |    |    |   |     |
| Ipsos Perú/El Comercio | 13–14 ene 2022    | 1209    | 33                                          | 60                                          | 7                                           | –27                                         |    |    |   |     |
| IEP/La República       | 13–16 dic 2021    | 1206    | 28                                          | 60                                          | 12                                          | –32                                         |    |    |   |     |
| Ipsos Perú/El Comercio | 9–10 dic 2021     | 1206    | 36                                          | 58                                          | 6                                           | –22                                         |    |    |   |     |
| CPI/Panamericana       | 7–10 dic 2021     | 1266    | 25.8                                        | 62.1                                        | 12.1                                        | –36.3                                       |    |    |   |     |
| Datum/Perú 21/Gestión  | 4–7 dic 2021      | 1175    | 32                                          | 59                                          | 9                                           | –27                                         |    |    |   |     |
| IEP/La República       | 22–25 nov 2021    | 1210    | 25                                          | 65                                          | 10                                          | –40                                         |    |    |   |     |
| Ipsos Perú/El Comercio | 11–12 nov 2021    | 1205    | 35                                          | 57                                          | 8                                           | –22                                         |    |    |   |     |
| IEP/La República       | 25–28 oct 2021    | 1224    | 35                                          | 48                                          | 17                                          | –13                                         |    |    |   |     |
| Datum/Latina           | 23–26 oct 2021    | 1208    | 40                                          | 50                                          | 10                                          | –10                                         |    |    |   |     |
| Datum/Perú 21/Gestión  | 16–19 oct 2021    | 1205    | 40                                          | 50                                          | 10                                          | –10                                         |    |    |   |     |
| Ipsos Perú/El Comercio | 14–15 oct 2021    | 1204    | 42                                          | 48                                          | 10                                          | –6                                          |    |    |   |     |
| IEP/La República       | 20–23 sep 2021    | 1209    | 40                                          | 42                                          | 18                                          | –2                                          |    |    |   |     |
| Datum/Perú 21/Gestión  | 12–15 sep 2021    | 1202    | 42                                          | 46                                          | 12                                          | –4                                          |    |    |   |     |
| Ipsos Perú/El Comercio | 9–10 sep 2021     | 1204    | 42                                          | 46                                          | 12                                          | –4                                          |    |    |   |     |
| Datum/Lampadia         | 5–7 sep 2021      | 1201    | 41                                          | 46                                          | 13                                          | –5                                          |    |    |   |     |
| CPI/RPP                | 1–3 sep 2021      | 1175    | 43.5                                        | 43.5                                        | 13.0                                        | —                                           |    |    |   |     |
| IEP/La República       | 16–19 ago 2021    | 1221    | 38                                          | 46                                          | 16                                          | –12                                         |    |    |   |     |
| Ipsos Perú/El Comercio | 12–13 ago 2021    | 1203    | 38                                          | 45                                          | 17                                          | –7                                          |    |    |   |     |
| CPI/América            | 6–8 ago 2021      | 1200    | 40.0                                        | 47.7                                        | 12.3                                        | –7.7                                        |    |    |   |     |
| Datum/Perú 21/Gestión  | 2–4 ago 2021      | 1210    | 39                                          | 41                                          | 20                                          | –2                                          |    |    |   |     |
| Ipsos Perú/El Comercio | 22–23 jul 2021    | 1216    | 52                                          | 41                                          | 7                                           | +11                                         |    |    |   |     |
| IEP/La República       | 18–21 jul 2021    | 1206    | 53                                          | 45                                          | 2                                           | +8                                          |    |    |   |     |
| Datum/Perú 21/Gestión  | 8–10 jul 2021     | 1204    | 40                                          | 35                                          | 25                                          | +5                                          |    |    |   |     |
| Ipsos Perú/El Comercio | 24–25 jun 2021    | 1200    | 48                                          | 47                                          | 5                                           | +1                                          |    |    |   |     |
| IEP/La República       | 17–20 jun 2021    | 1210    | 47                                          | 49                                          | 4                                           | –2                                          |    |    |   |     |

### Aprobación ministerial
Consejo de Ministros del Perú
| Encuestadora/Medio           | Fecha          | Muestra | Gabinete de Pedro Castillo | Gabinete de Pedro Castillo | Gabinete de Pedro Castillo | Gabinete de Pedro Castillo |                         |                         |                         |                         |                         |                         |                         |
| Encuestadora/Medio           | Fecha          | Muestra | Aprob.                     | Desap.                     | NS/NO                      | Dif.                       |                         |                         |                         |                         |                         |                         |                         |
| Encuestadora/Medio           | Fecha          | Muestra | Gabinete Torres (2022-)    | Gabinete Torres (2022-)    | Gabinete Torres (2022-)    | Gabinete Torres (2022-)    | Gabinete Torres (2022-) | Gabinete Torres (2022-) | Gabinete Torres (2022-) | Gabinete Torres (2022-) | Gabinete Torres (2022-) | Gabinete Torres (2022-) | Gabinete Torres (2022-) |
| ---------------------------- | -------------- | ------- | -------------------------- | -------------------------- | -------------------------- | -------------------------- | ----------------------- | ----------------------- | ----------------------- | ----------------------- | ----------------------- | ----------------------- | ----------------------- |
| IEP/La República             | 21–24 mar 2022 | 1201    | 23                         | 70                         | 7                          | –47                        |                         |                         |                         |                         |                         |                         |                         |
| Gabinete Vásquez (2021-2022) |                |         |                            |                            |                            |                            |                         |                         |                         |                         |                         |                         |                         |
| IEP/La República             | 24–27 ene 2022 | 1210    | 23                         | 69                         | 8                          | –46                        |                         |                         |                         |                         |                         |                         |                         |
| IEP/La República             | 13–16 dic 2021 | 1206    | 25                         | 67                         | 8                          | –42                        |                         |                         |                         |                         |                         |                         |                         |
| IEP/La República             | 22–25 nov 2021 | 1210    | 25                         | 68                         | 7                          | –43                        |                         |                         |                         |                         |                         |                         |                         |
| IEP/La República             | 25–28 oct 2021 | 1224    | 43                         | 49                         | 8                          | –6                         |                         |                         |                         |                         |                         |                         |                         |
| Gabinete Bellido (2021)      |                |         |                            |                            |                            |                            |                         |                         |                         |                         |                         |                         |                         |
| IEP/La República             | 20–23 sep 2021 | 1209    | 38                         | 52                         | 10                         | –14                        |                         |                         |                         |                         |                         |                         |                         |

Presidencia del Consejo de Ministros
| Encuestadora/Medio                   | Fecha          | Muestra | Presidencia del Consejo de Ministros | Presidencia del Consejo de Ministros | Presidencia del Consejo de Ministros | Presidencia del Consejo de Ministros |                               |                               |                               |                               |                               |                               |                               |
| Encuestadora/Medio                   | Fecha          | Muestra | Aprob.                               | Desap.                               | NS/NO                                | Dif.                                 |                               |                               |                               |                               |                               |                               |                               |
| Encuestadora/Medio                   | Fecha          | Muestra | Aníbal Torres Vásquez (2022-)        | Aníbal Torres Vásquez (2022-)        | Aníbal Torres Vásquez (2022-)        | Aníbal Torres Vásquez (2022-)        | Aníbal Torres Vásquez (2022-) | Aníbal Torres Vásquez (2022-) | Aníbal Torres Vásquez (2022-) | Aníbal Torres Vásquez (2022-) | Aníbal Torres Vásquez (2022-) | Aníbal Torres Vásquez (2022-) | Aníbal Torres Vásquez (2022-) |
| ------------------------------------ | -------------- | ------- | ------------------------------------ | ------------------------------------ | ------------------------------------ | ------------------------------------ | ----------------------------- | ----------------------------- | ----------------------------- | ----------------------------- | ----------------------------- | ----------------------------- | ----------------------------- |
| IEP/La República                     | 18–21 abr 2022 | 1206    | 24                                   | 67                                   | 9                                    | –43                                  |                               |                               |                               |                               |                               |                               |                               |
| Datum/Perú 21/Gestión                | 2–4 abr 2022   | 1121    | 21                                   | 62                                   | 17                                   | –41                                  |                               |                               |                               |                               |                               |                               |                               |
| IEP/La República                     | 21–24 mar 2022 | 1201    | 29                                   | 61                                   | 10                                   | –32                                  |                               |                               |                               |                               |                               |                               |                               |
| Ipsos Perú/El Comercio               | 8 mar 2022     | 1206    | 24                                   | 54                                   | 22                                   | –30                                  |                               |                               |                               |                               |                               |                               |                               |
| IEP/La República                     | 21–23 feb 2022 | 1213    | 36                                   | 54                                   | 10                                   | –18                                  |                               |                               |                               |                               |                               |                               |                               |
| Ipsos Perú/El Comercio               | 10–11 feb 2022 | 1214    | 30                                   | 51                                   | 19                                   | –21                                  |                               |                               |                               |                               |                               |                               |                               |
| Mirtha Vásquez Chuquilín (2021-2022) |                |         |                                      |                                      |                                      |                                      |                               |                               |                               |                               |                               |                               |                               |
| Datum/Perú 21/Gestión                | 28–31 ene 2022 | 1213    | 23                                   | 58                                   | 19                                   | –35                                  |                               |                               |                               |                               |                               |                               |                               |
| IEP/La República                     | 24–27 ene 2022 | 1210    | 23                                   | 64                                   | 13                                   | –41                                  |                               |                               |                               |                               |                               |                               |                               |
| Ipsos Perú/El Comercio               | 13–14 ene 2022 | 1209    | 23                                   | 57                                   | 20                                   | –34                                  |                               |                               |                               |                               |                               |                               |                               |
| IEP/La República                     | 13–16 dic 2021 | 1206    | 27                                   | 62                                   | 11                                   | –35                                  |                               |                               |                               |                               |                               |                               |                               |
| Ipsos Perú/El Comercio               | 9–10 dic 2021  | 1206    | 25                                   | 55                                   | 20                                   | –30                                  |                               |                               |                               |                               |                               |                               |                               |
| Datum/Perú 21/Gestión                | 4–7 dic 2021   | 1175    | 22                                   | 60                                   | 18                                   | –38                                  |                               |                               |                               |                               |                               |                               |                               |
| IEP/La República                     | 22–25 nov 2021 | 1210    | 29                                   | 59                                   | 12                                   | –30                                  |                               |                               |                               |                               |                               |                               |                               |
| Ipsos Perú/El Comercio               | 11–12 nov 2021 | 1205    | 28                                   | 48                                   | 24                                   | –20                                  |                               |                               |                               |                               |                               |                               |                               |
| IEP/La República                     | 25–28 oct 2021 | 1224    | 41                                   | 46                                   | 13                                   | –5                                   |                               |                               |                               |                               |                               |                               |                               |
| Datum/Perú 21/Gestión                | 16–19 oct 2021 | 1205    | 40                                   | 39                                   | 21                                   | +1                                   |                               |                               |                               |                               |                               |                               |                               |
| Ipsos Perú/El Comercio               | 14–15 oct 2021 | 1204    | 32                                   | 38                                   | 30                                   | –6                                   |                               |                               |                               |                               |                               |                               |                               |
| Guido Bellido Ugarte (2021)          |                |         |                                      |                                      |                                      |                                      |                               |                               |                               |                               |                               |                               |                               |
| IEP/La República                     | 20–23 sep 2021 | 1209    | 33                                   | 58                                   | 9                                    | –25                                  |                               |                               |                               |                               |                               |                               |                               |
| Datum/Perú 21/Gestión                | 12–15 sep 2021 | 1202    | 24                                   | 51                                   | 25                                   | –27                                  |                               |                               |                               |                               |                               |                               |                               |
| Ipsos Perú/El Comercio               | 9–10 sep 2021  | 1204    | 25                                   | 60                                   | 15                                   | –35                                  |                               |                               |                               |                               |                               |                               |                               |
| IEP/La República                     | 16–19 ago 2021 | 1221    | 32                                   | 58                                   | 10                                   | –26                                  |                               |                               |                               |                               |                               |                               |                               |
| Ipsos Perú/El Comercio               | 12–13 ago 2021 | 1203    | 21                                   | 59                                   | 20                                   | –38                                  |                               |                               |                               |                               |                               |                               |                               |

Ministerio de Economía y Finanzas
| Encuestadora/Medio               | Fecha          | Muestra | Ministerio de Economía y Finanzas | Ministerio de Economía y Finanzas | Ministerio de Economía y Finanzas | Ministerio de Economía y Finanzas |                                |                                |                                |                                |                                |                                |                                |
| Encuestadora/Medio               | Fecha          | Muestra | Aprob.                            | Desap.                            | NS/NO                             | Dif.                              |                                |                                |                                |                                |                                |                                |                                |
| Encuestadora/Medio               | Fecha          | Muestra | Oscar Graham Yamahuchi (2022-)    | Oscar Graham Yamahuchi (2022-)    | Oscar Graham Yamahuchi (2022-)    | Oscar Graham Yamahuchi (2022-)    | Oscar Graham Yamahuchi (2022-) | Oscar Graham Yamahuchi (2022-) | Oscar Graham Yamahuchi (2022-) | Oscar Graham Yamahuchi (2022-) | Oscar Graham Yamahuchi (2022-) | Oscar Graham Yamahuchi (2022-) | Oscar Graham Yamahuchi (2022-) |
| -------------------------------- | -------------- | ------- | --------------------------------- | --------------------------------- | --------------------------------- | --------------------------------- | ------------------------------ | ------------------------------ | ------------------------------ | ------------------------------ | ------------------------------ | ------------------------------ | ------------------------------ |
| Datum/Perú 21/Gestión            | 2–4 abr 2022   | 1121    | 15                                | 62                                | 23                                | –47                               |                                |                                |                                |                                |                                |                                |                                |
| Pedro Francke Ballvé (2021-2022) |                |         |                                   |                                   |                                   |                                   |                                |                                |                                |                                |                                |                                |                                |
| Datum/Perú 21/Gestión            | 28–31 ene 2022 | 1213    | 31                                | 49                                | 20                                | –18                               |                                |                                |                                |                                |                                |                                |                                |
| Ipsos Perú/El Comercio           | 13–14 ene 2022 | 1209    | 31                                | 48                                | 21                                | –17                               |                                |                                |                                |                                |                                |                                |                                |
| Ipsos Perú/El Comercio           | 9–10 dic 2021  | 1206    | 32                                | 47                                | 21                                | –15                               |                                |                                |                                |                                |                                |                                |                                |
| Datum/Perú 21/Gestión            | 4–7 dic 2021   | 1175    | 29                                | 51                                | 20                                | –22                               |                                |                                |                                |                                |                                |                                |                                |
| Ipsos Perú/El Comercio           | 11–12 nov 2021 | 1205    | 35                                | 42                                | 23                                | –7                                |                                |                                |                                |                                |                                |                                |                                |
| Ipsos Perú/El Comercio           | 14–15 oct 2021 | 1204    | 42                                | 37                                | 21                                | +5                                |                                |                                |                                |                                |                                |                                |                                |
| IEP/La República                 | 20–23 sep 2021 | 1209    | 54                                | 37                                | 9                                 | +17                               |                                |                                |                                |                                |                                |                                |                                |
| Datum/Perú 21/Gestión            | 12–15 sep 2021 | 1202    | 34                                | 36                                | 30                                | –2                                |                                |                                |                                |                                |                                |                                |                                |
| Ipsos Perú/El Comercio           | 9–10 sep 2021  | 1204    | 41                                | 36                                | 23                                | +5                                |                                |                                |                                |                                |                                |                                |                                |
| Ipsos Perú/El Comercio           | 12–13 ago 2021 | 1203    | 38                                | 35                                | 27                                | +3                                |                                |                                |                                |                                |                                |                                |                                |

Ministerio de Justicia y Derechos Humanos
| Ipsos Perú/El Comercio | 13–14 ene 2022 | 1209 | 30 | 49 | 21 | –19 |
| IEP/La República       | 20–23 sep 2021 | 1209 | 49 | 41 | 10 | +8  |

Ministerio de Educación
| Ipsos Perú/Lampadia | 26–27 oct 2021 | 1209 | 23 | 66 | 11 | –43 |

Ministerio de Salud
| Encuestadora/Medio                   | Fecha          | Muestra | Ministerio de Salud           | Ministerio de Salud           | Ministerio de Salud           | Ministerio de Salud           |                               |                               |                               |                               |                               |                               |                               |
| Encuestadora/Medio                   | Fecha          | Muestra | Aprob.                        | Desap.                        | NS/NO                         | Dif.                          |                               |                               |                               |                               |                               |                               |                               |
| Encuestadora/Medio                   | Fecha          | Muestra | Hernán Condori Machado (2022) | Hernán Condori Machado (2022) | Hernán Condori Machado (2022) | Hernán Condori Machado (2022) | Hernán Condori Machado (2022) | Hernán Condori Machado (2022) | Hernán Condori Machado (2022) | Hernán Condori Machado (2022) | Hernán Condori Machado (2022) | Hernán Condori Machado (2022) | Hernán Condori Machado (2022) |
| ------------------------------------ | -------------- | ------- | ----------------------------- | ----------------------------- | ----------------------------- | ----------------------------- | ----------------------------- | ----------------------------- | ----------------------------- | ----------------------------- | ----------------------------- | ----------------------------- | ----------------------------- |
| IEP/La República                     | 21–24 mar 2022 | 1201    | 32                            | 58                            | 10                            | –26                           |                               |                               |                               |                               |                               |                               |                               |
| Ipsos Perú/El Comercio               | 8 mar 2022     | 1206    | 22                            | 55                            | 23                            | –33                           |                               |                               |                               |                               |                               |                               |                               |
| IEP/La República                     | 21–23 feb 2022 | 1213    | 32                            | 59                            | 9                             | –27                           |                               |                               |                               |                               |                               |                               |                               |
| Hernando Cevallos Flores (2021-2022) |                |         |                               |                               |                               |                               |                               |                               |                               |                               |                               |                               |                               |
| Ipsos Perú/El Comercio               | 9–10 dic 2021  | 1206    | 46                            | 37                            | 17                            | +9                            |                               |                               |                               |                               |                               |                               |                               |
| Ipsos Perú/El Comercio               | 11–12 nov 2021 | 1205    | 50                            | 31                            | 19                            | +19                           |                               |                               |                               |                               |                               |                               |                               |
| IEP/La República                     | 20–23 sep 2021 | 1209    | 67                            | 26                            | 7                             | +41                           |                               |                               |                               |                               |                               |                               |                               |

## Poderes del Estado

### Legislativo
Ejercieron el cargo de Presidente del Congreso de la República del Perú:
| Presidente del Congreso            | Periodo                                            |
| ---------------------------------- | -------------------------------------------------- |
| Maricarmen Alva Prieto             | 27 de julio de 2021 - 26 de julio de 2022          |
| Lady Camones Soriano               | 26 de julio de 2022 - 5 de septiembre de 2022      |
| Martha Moyano Delgado (Ad interim) | 5 de septiembre de 2022 - 12 de septiembre de 2022 |
| José Williams Zapata               | 12 de septiembre de 2022 - 26 de julio de 2023     |

### Poder Judicial
Ejercieron el cargo de Presidente de la Corte Suprema del Perú:
| Presidente de la Corte Suprema | Periodo                                 |
| ------------------------------ | --------------------------------------- |
| Elvia Barrios Alvarado         | 4 de enero de 2021 - 3 de enero de 2023 |

### Instituciones Públicas
| Institución Pública                          | Presidente                                                                 | Periodo |
| -------------------------------------------- | -------------------------------------------------------------------------- | --- |
| Tribunal Constitucional                      | Marianella Ledesma Narváez Augusto Ferrero Costa Francisco Morales Saravia | 3 de enero de 2020 - 5 de enero de 2022 5 de enero de 2022 - 5 de septiembre de 2022 5 de septiembre de 2022 -                  |
| Junta Nacional de Justicia                   | Luz Tello Ñecco Henry Ávila Herrera                                        | 6 de enero de 2021 - 6 de enero de 2022 6 de enero de 2022 -                                                                    |
| Contraloría General de la República del Perú | Nelson Shack                                                               | 20 de julio de 2017 - |
| Ministerio Público                           | Zoraida Ávalos Rivera Pablo Sánchez Velarde Patricia Benavides Vargas      | 8 de enero de 2019 - 30 de marzo de 2022 30 de marzo de 2022 - 20 de junio de 2022 20 de junio de 2022 - 6 de diciembre de 2023 |
| Defensoría del Pueblo                        | Walter Gutiérrez Camacho Eliana Revollar Añaños (a.i.)                     | 7 de septiembre de 2016 - 30 de abril de 2022 30 de abril de 2022 - 19 de mayo de 2023                                          |
| Jurado Nacional de Elecciones                | Jorge Salas Arenas                                                         | 22 de noviembre de 2020 - |

### Ejecutivo

#### Vicepresidente
| Vicepresidencia | Nombre                |
| --------------- | --------------------- |
| Vicepresidenta  | Dina Boluarte Zegarra |

#### Ministros de Estado
| Predecesor: Gobierno de Francisco Sagasti | Gobierno del Perú 28 de julio de 2021 - 7 de diciembre de 2022 | Sucesor: Gobierno de Dina Boluarte |